# Andreas Ernhofer
Andreas Ernhofer (* 9. März 1997 in Mödling) ist Schwimmer im österreichischen Behindertensport.  Bei den Weltmeisterschaften 2022 in Madeira gewann Ernhofer die Silbermedaille über 150 m Lagen und sicherte sich so den Vizeweltmeistertitel. Bei den Paralympics in Tokyo 2020 war er bestplatzierter österreichischer Paraschwimmer. Seit 2017 ist der Niederösterreicher ungeschlagen bei österreichischen Staatsmeisterschaften und hält 19 österreichische Rekorde im Paraschwimmen. Im Jahr 2022 wurde der Ausnahmesportler von der Wirtschaftszeitschrift Forbes als Forbes 30 Under 30 ausgezeichnet.

## Training
Ernhofer ist aktiver Para-Sportler des Heeressportzentrums des Österreichischen Bundesheers. Er trainiert im Heeresleistungszentrum Südstadt in Maria Enzersdorf.

## Rekorde
Ernhofer hält 19 österreichische Rekorde im Paraschwimmen.
| Disziplin           | Veranstaltung     | Ort       | Jahr |
| ------------------- | ----------------- | --------- | ---- |
| 50 m Brust (SB3)    | WPS World Series  | Berlin    | 2021 |
| 100 m Brust (SB3)   | WPS World Series  | Berlin    | 2022 |
| 50 m Freistil (S4)  | WPS World Series  | Lignano   | 2019 |
| 100 m Freistil (S4) | WPS World Series  | Lignano   | 2022 |
| 200 m Freistil (S4) | Weltmeisterschaft | Madeira   | 2022 |
| 400 m Freistil (S4) | Barcelona Open    | Barcelona | 2022 |
| 50 m Rücken (S4)    | Weltmeisterschaft | Madeira   | 2022 |
| 100 m Rücken (S4)   | WPS World Series  | Berlin    | 2022 |
| 200 m Rücken (S4)   | WPS World Series  | Berlin    | 2021 |
| 150 m Lagen (SM4)   | Weltmeisterschaft | Madeira   | 2022 |

| Disziplin           | Veranstaltung              | Ort        | Jahr |
| ------------------- | -------------------------- | ---------- | ---- |
| 50 m Brust (SB3)    | Wiener Landesmeisterschaft | Wien       | 2021 |
| 100 m Brust (SB3)   | Wiener Landesmeisterschaft | Wien       | 2019 |
| 50 m Freistil (S4)  | Wiener Landesmeisterschaft | Wien       | 2019 |
| 100 m Freistil (S4) | Staatsmeisterschaft        | Eisenstadt | 2022 |
| 200 m Freistil (S4) | Staatsmeisterschaft        | Eisenstadt | 2022 |
| 400 m Freistil (S4) | Wiener Landesmeisterschaft | Wien       | 2019 |
| 50 m Rücken (S4)    | Staatsmeisterschaft        | Eisenstadt | 2022 |
| 100 m Rücken (S4)   | Staatsmeisterschaft        | Eisenstadt | 2022 |
| 150 m Lagen (SM4)   | Staatsmeisterschaft        | Linz       | 2019 |

## Erfolge

### Paralympics
Sommer-Paralympics 2021 in Tokio
- 8. Platz über 50 m Brust (SB3)
- 10. Platz über 150 m Lagen (SM4)
- 11. Platz über 100 m Freistil (S4)
- 12. Platz über 50 m Rücken (S4)
- 14. Platz über 200 m Freistil (S4)
- 15. Platz über 50 m Freistil (S4)

### Weltmeisterschaften
Weltmeisterschaften 2022 in Madeira
- 2. Platz über 150 m Lagen (SM4)
- 4. Platz über 50 m Brust (SB3)
- 6. Platz über 50 m Rücken (S4)
- 7. Platz über 50 m Freistil (S4)
- 9. Platz über 200 m Freistil (S4)

Weltmeisterschaften 2019 in London
- 6. Platz über 150 m Lagen (SM4)
- 7. Platz über 50 m Brust (SB3)
- 10. Platz über 50 m Freistil (S4)

### Europameisterschaften
Europameisterschaften 2021 in Madeira
- 3. Platz über 50 m Brust (SB3)
- 4. Platz über 150 m Lagen (SM4)
- 7. Platz über 50 m Freistil (S4)
- 7. Platz über 50 m Rücken (S4)
- 7. Platz über 200 m Freistil (S4)

Europameisterschaften 2018 in Dublin
- 3. Platz über 50 m Brust (SB3)
- 4. Platz über 150 m Lagen (SM4)
- 6. Platz über 50 m Freistil (S4)
- 7. Platz über 50 m Rücken (S4)

### Weitere Erfolge
- Österreichischer Staatsmeister im Paraschwimmen 2022
- Österreichischer Staatsmeister im Paraschwimmen 2019
- ÖBSV-Cup Sieger 2017
- Österreichischer Staatsmeister im Rollstuhlrugby 2018
- Österreichischer Staatsmeister im Rollstuhlrugby 2017
- Österreichischer Staatsmeister im Rollstuhlrugby 2016

## Auszeichnungen
- 2022: Forbes 30 Under 30[6]
- 2022: TU Wien 30 Under 30[7]

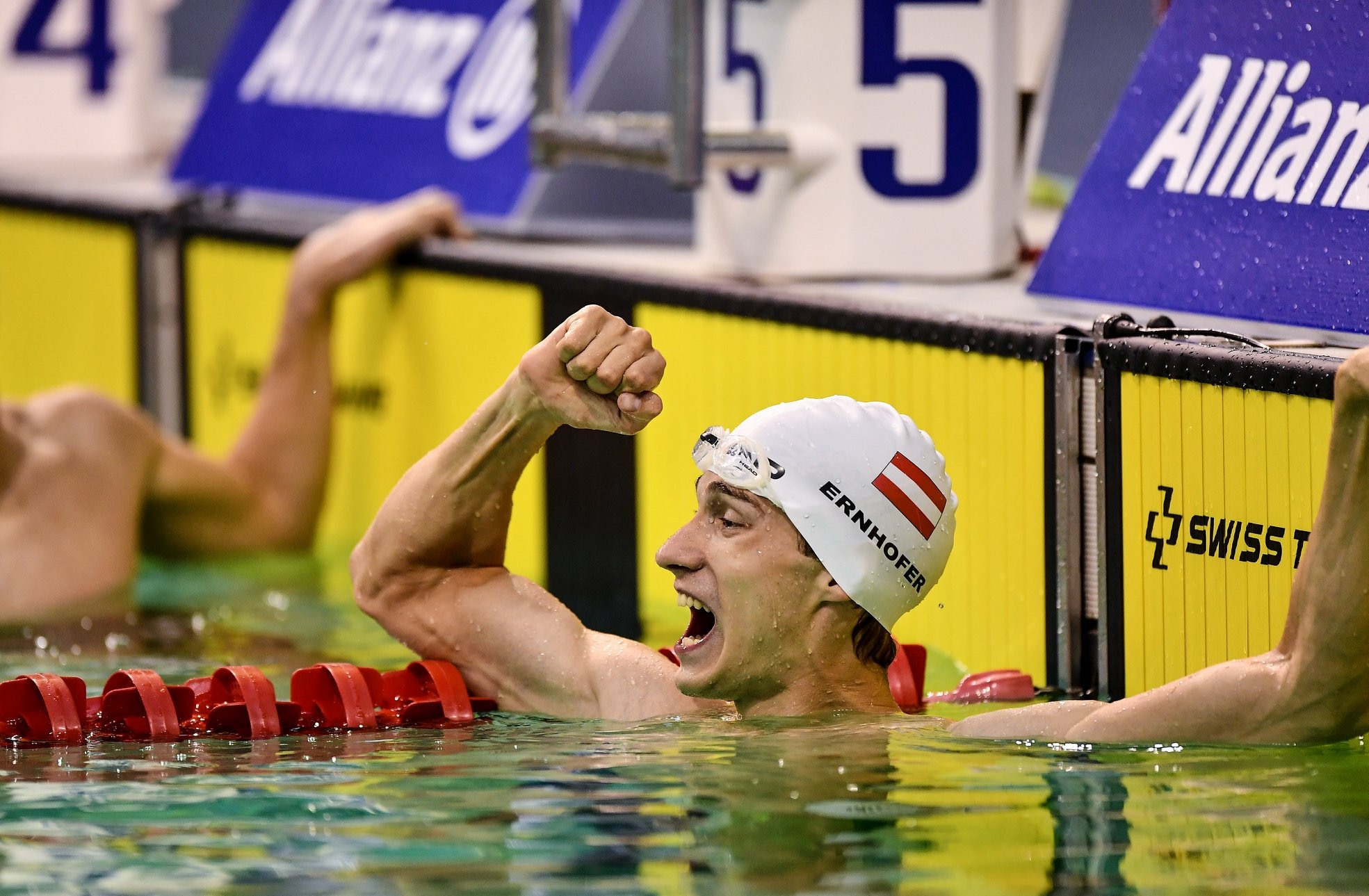
Bronzemedaille bei den Europameisterschaften in Dublin 2018

- 2021: Niederösterreichischer Versehrtensportler des Jahres[8]
- 2019: NÖN Sportler des Jahres 2019 Gänserndorf[9]
- 2018: Heiliger Leopold-Trophäe des Landes NÖ